# Dünengebiet bei Neumühlen
Die Verdener Dünen, offiziell „NSG Dünengebiet bei Neumühlen“, sind als Binnendünen ein Naturschutzgebiet im nordöstlichen Teil der Stadt Verden (Aller) an der Aller in Niedersachsen.

## Allgemeines
Die Dünen sind Bestandteil eines ausgeprägten Dünenstreifens am Rande des Aller-Urstromtals und der Achim-Verdener Geest.
Da diese Form der Wanderdüne im Binnenland durch Bewuchs und Sandabbau nach der Bildung in der Eiszeit meist zerstört wurden, sind sie sehr selten vorzufinden. Die Dünen bei Verden haben sich vor rund 15.000 Jahren gebildet und sind nur von einzelnen Kiefern und Magerrasen besiedelt. Nur der Rand der Düne ist – nach Aufforstung des vormaligen, das Naturschutzgebiet umgebenden Heidegebietes – von einem Wald- und Gebüschstreifen gesäumt.

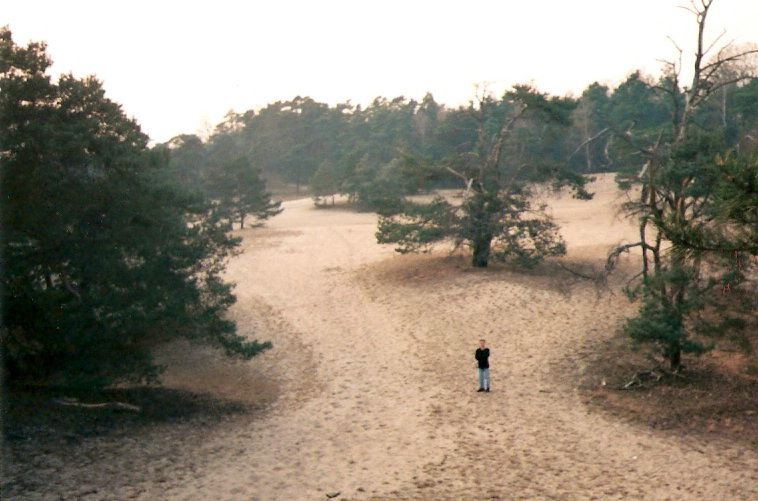
Blick auf die Verdener Dünen

Die Verdener Dünen wurden bereits im Jahr 1930 auf Anregung von Reinhold Tüxen zum Naturschutzgebiet erklärt und sind das älteste Naturschutzgebiet des Landkreises Verden. In der „Verordnung über das Naturschutzgebiet „Dünengebiet bei Neumühlen“ bei Verden an der Aller“ vom 24. April 1930 wird die Größe mit 15,6 Hektar angegeben. Die ersten Schutzbemühungen um dieses Gebiet begannen aber bereits Mitte der 1920er Jahre. Es wurde befürchtet, dass Sandabbau und Aufforstung zum Verschwinden der Dünenlandschaft führen könnte. Tüxen hob in einem 1928 erstellten Gutachten die überregionale Bedeutung des – damals noch wandernden – Dünengebiets hervor. Bis heute sind unterschiedliche Stadien der Sukzession zu beobachten; neben Sandverwehungen und größeren vegetationsfreien Bereichen gibt es Silbergrasfluren, Sandseggenbestände sowie Pionierwaldstadien.
In den Verdener Dünen wurde im Mai 1992 die Leiche eines zuvor in Scheeßel vom sogenannten Maskenmann entführten 13-jährigen Jungen gefunden.